# 原子力村
原子力村（げんしりょくむら、英: (Japan's) Nuclear Power Village）とは、原子力発電業界の産・官・学の特定の関係者によって構成される特殊な村社会的社会集団、およびその関係性を揶揄・批判を込めて呼ぶ用語である。
原発を推進することで互いに利益を得てきた政治家と企業、研究者の集団とされている。

## 表象
基礎自治体や集落としての村・村落ではない表象としての「村」であり、実所在地が特別区、市、町であっても村である。また、産業規模や研究開発予算の増減に関係なく「村」のままとどまる。『原子力ムラ』と表現されることもある。
実在する地域を指したものとしては、東海村JCO臨界事故をテーマとして東海村住民の生活基盤などに迫った『原子力村』や、「原子力施設が存在する村落とその住民」を指してポストコロニアリズムの一形態として論じた開沼博の『フクシマ論 原子力ムラはなぜ生まれたか』がある。

## 村落構成
使用者によって若干の変動はあるが、一例として次のようになっている。
- 学者集落200～300人、民間企業も含め原子力産業の中核になる仕事に携わる人は、数千人[6]
- 原子力工学を学んだ学生が、教授の人脈を通じて原子力関係の仕事に就職することが多い[4]
- 電力会社関係者から政治家に献金が行われる。また新聞等に原子力の有用さを宣伝する広告記事を大々的に掲載する[3]
- 大学等の原子力技術研究機関に電力会社から研究費として献金が行われる[3]
- マスコミ関係者を原発推進講演会の講師として招聘し、多額の講演料を支払う[3]
- 研究者を原子力施設の見学ツアーに招待して接待する[3]
- 施設の安全の技術指針を定めた土木学会の部会の委員の半数が電力会社関係者である[3]
- 核燃料輸送容器などの検査において、関連企業から多額の献金を受けた大学教授が、検査基準を国の基準よりも緩めるよう取り計らう[7]

### 特産品
松浦祥次郎（当時日本原子力研究所副理事長）は1996年、原子力政策円卓会議にて村内には職人の手になる特産品がある旨、比喩的に述べたことがある（この発言を紹介した飯田哲也は非常識と批判した）。

### 案内図
週刊東洋経済は2011年4月23日号、「『ニッポン原子力村』相関図--至る所に東電の影響力」と題した記事で、原子力村に包含される組織の一覧を掲載した。
| 国                           | 内閣府                       | 原子力委員会 | 国の原子力政策大綱を定める最大の行政機関。委員長1人、委員2人の計3人で構成されている。 |
| 国                           | 内閣府                       | 原子力安全委員会 （2012年9月、原子力規制委員会に改組され廃止） | 原子力安全・保安院が行う安全規制をダブルチェックする機関。傘下に専門審査会や部会を多数抱える。 |
| 国                           | 経済産業省                   | 原子力安全・保安院（NISA） （2012年9月、原子力規制委員会に改組され廃止） | 原発の安全規制を担当。しかし経済産業省の事務官僚らで構成されているため専門性は低い。 |
| 国                           | 経済産業省                   | 資源エネルギー庁 | インフラ政策の推進を担う経産省の外局。石田徹元長官など東電の天下りが常態化している。 |
| 国                           | 経済産業省                   | 原子力安全基盤機構（JNES） （2014年3月原子力規制庁と統合され廃止） | 原発の検査業務などを行う。役員は経産省の役人、大学教授ら。 |
| 国                           | 経済産業省                   | 総合資源エネルギー調査会 | 経済産業大臣の諮問機関。 |
| 国                           | 文部科学省                   | 日本原子力研究開発機構（JAEA） | 国内有数の原子力研究機関で職員数約4000人。2010年9月まで東電の早瀬佑一元副社長が副理事長。2005年に日本原子力研究所と核燃料サイクル開発機構が統合。 |
| 業界団体                     | 業界団体                     | 日本原子力技術協会（JANTI） | 民間の自主規制機関。電力9社やメーカーが会員。 |
| 業界団体                     | 業界団体                     | 日本原子力産業協会（JAIF） | 理事に東電の木村滋副社長 |
| 業界団体                     | 業界団体                     | 国際原子力開発（JINED） | 原子力設備のインフラ輸出を目指す目的に設立。社長は東電の武黒一郎フェロー |
| 業界団体                     | 業界団体                     | 日本原燃 | ウランの濃縮、使用済み核燃料の再処理を手がける。歴代の会長は東電社長が務めている |
| 業界団体                     | 業界団体                     | 電気事業連合会（電事連） | 歴代の会長は東電社長らが務めている。 |
| 業界団体                     | 業界団体                     | 電力中央研究所 | 業界研究機関。評議員に東電社長。 |
| 電力会社                     | 電力会社                     | 電力9社（北海道電力・東北電力・東京電力・中部電力・北陸電力・関西電力・中国電力・四国電力・九州電力） | 電力9社（北海道電力・東北電力・東京電力・中部電力・北陸電力・関西電力・中国電力・四国電力・九州電力） |
| 主契約者                     | 主契約者                     | 東芝、日立製作所、三菱重工業（原子炉製造企業） | 東芝、日立製作所、三菱重工業（原子炉製造企業） |
| 土建                         | 土建                         | 竹中工務店、大林組、鹿島、熊谷組、五洋建設、清水建設、大成建設、西松建設、前田建設工業、奥村組、ハザマなど | 竹中工務店、大林組、鹿島、熊谷組、五洋建設、清水建設、大成建設、西松建設、前田建設工業、奥村組、ハザマなど |
| プラント工事                 | プラント工事                 | 東芝プラントシステム、太平電業、日立プラントテクノロジー | 東芝プラントシステム、太平電業、日立プラントテクノロジー |
| 素材                         | 素材                         | 神戸製鋼所、JFEスチール、日本製鉄、日立金属 | 神戸製鋼所、JFEスチール、日本製鉄、日立金属 |
| ウラン権益                   | ウラン権益                   | 海外ウラン資源開発、日豪ウラン資源開発、出光興産、住友商事、丸紅、三菱商事など | 海外ウラン資源開発、日豪ウラン資源開発、出光興産、住友商事、丸紅、三菱商事など |
| 原子炉、タービン、ポンプなど | 原子炉、タービン、ポンプなど | IHI、川崎重工業など | IHI、川崎重工業など |
| 発電機                       | 発電機                       | 三菱電機など | 三菱電機など |
| 燃料                         | 燃料                         | グローバル・ニュークリア・フュエル・ジャパン、原子燃料工業、三菱原子燃料 | グローバル・ニュークリア・フュエル・ジャパン、原子燃料工業、三菱原子燃料 |
| その他                       | その他                       | 電気化学工業（硼素）、日本製鋼所（発電機や加圧器の部材）、オルガノ（水処理施設）、木村化工機（輸送機器）、イーグル工業（特殊バルブ）、新日本空調（空調）、助川電気工業（模擬燃料集合体）、アトックス（原発保守管理）、イトーキ・岡村製作所（以上、特殊扉）、岡野バルブ製造・東亜バルブエンジニアリング（以上、バルブ）など | 電気化学工業（硼素）、日本製鋼所（発電機や加圧器の部材）、オルガノ（水処理施設）、木村化工機（輸送機器）、イーグル工業（特殊バルブ）、新日本空調（空調）、助川電気工業（模擬燃料集合体）、アトックス（原発保守管理）、イトーキ・岡村製作所（以上、特殊扉）、岡野バルブ製造・東亜バルブエンジニアリング（以上、バルブ）など |

更に2021年、自民党の国会議員連盟として「最新型原子力リプレース推進議員連盟」が結成された。

## 特徴
2011年の毎日新聞の社説「記者の目：『原子力ムラ』の閉鎖的体質」では、次のような特徴を有していると主張している。
- 体質が閉鎖的である
- 言葉は丁寧だが、自分達の非は決して認めず、言い分だけを強調する
- 木で鼻をくくったような対応をする者がいる
- 都合の悪い問いにまともに答えようとしない
- 相手をやり込めた後「素人のくせに」と仲間内で嘲笑する者がいる

また、週刊朝日では次のような特徴があると主張している。
- 電力会社においては、他部門からの干渉が一切無い超専門分野であり、会長や社長でさえ手を出しにくい「聖域」でもある。
- 文系社員に対して『村』は『お前らには現場のことは何もわからない』という空気があって、特化した文化ができている。

朝日新聞では次のように主張している。
- 本来、規制をしチェックする側の国の担当部門も巻き込んで、歪んだ仲間意識を育てている[11]。

一方、原子力産業の存在を肯定する側は、次のよう主張している。
- 日本ではささいなトラブルで原子力施設を長期停止させる。
- 終身雇用、日本語のみでのコミュニケーションなど日本社会で閉じている特徴が、原子力村の特徴に重なっている。

## 歴史
『朝日新聞』の元記者・志村嘉一郎が、電力、エネルギー、電機業界などを中心に記者生活をおくった経験を生かし、『エネルギーフォーラム』の資料を活用して著書を出している。それによれば元々、「原子力村」とは東京電力社内の隠語であり、第二次世界大戦前からの歴史がある水力、火力部門に対して、戦後創設され当初は人材の層も薄かった原子力部門を揶揄するための言葉だった。東京電力は原子力発電所建設を進める過程で他部門から人材を募って原子力部門の人材を充実させていったが、反面他部門との人事交流はなく、その過程で原子力部門独特のヒエラルキーを形成した。これが揶揄されるに至った理由であり、経営面では最も会社に協力している反面、原子力部門出身者からは副社長止まりで社長、会長職に就くものは出なかったという。このような東電の体質は他の電力会社からみても特殊であり、ロジャー・ゲイルはアメリカの電力会社と比較して原発に精通した人物が少なく、原子力の専門家たちが本社から離れた場所に居る旨を指摘しているという。
諸外国の電力会社だけではなく、日本国内の電力会社からも村社会は指摘されている。志村によれば、『財界展望』1987年9月号では関西電力の従業員が東京電力を評して下記の点を指摘し、東電人事部副部長安藤豪敏が同意しており、村社会を形成した点は自覚があったことが示されている。
- 関西電力に比較し規模が2倍であり、原子力部門の他、労務、営業、総務など各部門が村社会を形成している。
- 社長、会長は総務、企画畑出身者が多く、その理由は東電社内でゼネラリストを養成できたのがこの2部門だけだからであるが、デメリットとして総花的な人物となる。
- 各部門内で上下関係が徹底化したのは、24時間無停電で電力供給を継続するための責任感、当該分野の知識に深みを持たせたことも要因にある。

また、『財界展望』での電力会社従業員の鼎談によれば「お客様本位」の経営に徹し、オフィスの冷暖房で東京ガスとの競争に勝つため、新設備を理解させるため建設工事を発注している建設会社を本社に「呼びつけて」説明したところ、お客本位の発想と正反対であるため当時会長職にあり、生え抜きの平岩外四が激怒したことがあったという。
東電経営陣から社内の原子力部門が遠ざけられる一方で、原子力部門は社外の原子力産業、関係官庁、研究者達とは親密な関係を築きあげていった。これが、1980年代以降に指摘されるようになった大きな意味での原子力村であるという。

### 呼称の定着
原子力村という言葉が用いられた例は1980年頃にはすでにあり、本来原子力に肯定的な業界誌の一つであった『原子力工業』が連載企画「“原子力村”に，議論よ，興れ！」にて、記事名と本文でこのネーミングを使用している例が見られる。ただし、この連載では立地政策や審査のあり方などについて反対派を招き、また当時の原子力発電所の耐震性などに否定的な者による寄稿といった、反対派から見た原子力村の意味合いに沿った記事もあるが、その一方で当時傍流、ないし開発が進展していなかった軽水炉以外のタイプの原子炉について取り上げたり、日本の原子力発電技術の海外展開について展望を述べる記事など、原子力発電を肯定する立場から見た政策面での反省としての性格を持った記事も含まれている（必ずしも安全性からの観点ばかりではなく、経済的観念も含まれている）。
その後、1990年代に論壇誌でも使用された例があるが、反対運動家以外では半ば死語と化していた。しかしながら、2011年3月11日に発生した福島第一原子力発電所事故により、福島県、とりわけ浜通りを中心として大量の放射性物質が拡散され、浜通りの多くの住民が避難生活を強いられるに至ったことから、マスコミ一般でも批判的な意味合いを含ませて、広く使用例がみられるようになった。
原子力に肯定的な論者が全面否定の意味合いでこの言葉を使う例は少ないが、まったくないわけではない。批判者が使用する意味でこの言葉を受容した上で、反省を含めた意味で使用される例もある。例えば、武田邦彦は原子力を全否定する立場ではないが、「地震で倒れる原発はダメだ」というスタンスもあわせもっており、反対派が使用するような意味を込めて使用している。
また日本原子力研究所出身でヒューマンエラーの研究に従事してきた田辺文也の著書『まやかしの安全の国 ―原子力村からの告発』（2011年）のように、従来村人とされてきた者自身が、外部の批判者が指摘する意味でこの言葉を使用し、激しい内部批判を展開する例も見られる。
なお、原子力技術者から撤廃論者に転向した飯田哲也の命名という説もある。

### 批判・反論
- 『週刊新潮』は原子力村を標的に激しい批判を繰り返している原子力撤廃論者の広瀬隆を「扇動者」と評している[18]。
- ドイツ公営放送の第2ドイツテレビは福島第一原子力発電所事故を特集したルポルタージュ番組の中で、原子力村は政界、財界、学界、マスメディア等の日本の各種業界で強大なネットワークを構成しており、総理大臣すら闇に葬ることができるほどの影響力を持っていると指摘しており、原発事故後に巻き起こった菅おろしの動きも菅が原子力行政を巡って原子力村と対立したことが原因であるとしている[19][20]。
- 土木学会は土木原子力委員会について、電力会社とその関係者が含まれていることを根拠に委員会およびその活動の中立性を疑問視する見方があることに対し、同委員会では科学的見地からの研究・報告をおこなっており、利害関係が入り込む余地はないとしている[21]。
- 小菅信子は、「放射能汚染が深刻化すると、反原発派がむしろ生き生きするようにみえるが、なぜだろう」とたずねられ、「あれは、ナショナリズムが発動する高揚感や興奮に酷似している」と主張している[22]。

## 判例
使用済み核燃料輸送容器の検査基準について、寄付を受けた業者に有利となるよう学会の審議を主導したとする記事が名誉毀損で裁判となったが、東京地裁は「業者に有利となるよう基準を取りまとめたとは認められない」と述べ「『原子力ムラ』内部で自分たちに有利な基準をつくり上げていく構図が浮かんだ」との表現について、「公正とは言えない」と指摘した。

## 分析
文部科学省からの受託研究としてNPO法人「パブリック・アウトリーチ」は「「原子力ムラ」という言葉は、この市民と専門家のギャップを示した端的な言葉として捉え」、「「原子力ムラ」を越えることによって、適正な情報を社会が獲得できるようになるための風土を作りだすきっかけとする」ことを目標に、市民（首都圏住民500 名規模）と専門家（原子力学会員500 名規模）に対する社会調査を実施すると共に、一般市民と専門家を交えたフォーラムを開催し2015年3月31日にプロジェクトを終了した。
パブリック・アウトリーチ座長の木村浩は、外から「原子力ムラ」と呼ぶことで境界ができているという仮説を立て、お互いの思い込みによるギャップを「「原子力ムラ」の境界」と呼んだ。新聞記事における「原子力ムラ」を分析、記事にある「原子力ムラ」は、「原子力を推進すること」を目的とした「推進集団」（政治家、規制組織。組織化している集団。）、「原子力使って利権を得ること」を目的とした「利権集団」（メーカー、産業界、政治家、メディア。機能している集団）として捉えられ、「推進集団」「利権集団」ともに集団思考の兆候に当てはまる特徴が見られた、とした。